# 14939 Norikura
14939 Norikura este un asteroid din centura principală de asteroizi.

## Descriere
14939 Norikura este un asteroid din centura principală de asteroizi. A fost descoperit pe 21 februarie 1995 la Kuma Kogen de Akimasa Nakamura. Asteroidul prezintă o orbită caracterizată de o semiaxă mare de 2,76 ua, o excentricitate de 0,11 și o înclinație de 4,3° în raport cu ecliptica.